# ゴーマンUFO空中戦
ゴーマンUFO空中戦（ゴーマンユーフォーくうちゅうせん、Gorman UFO dogfight）は、1948年10月1日に、アメリカ合衆国ノースダコタ州ファーゴ (Fargo) 上空で起き、ノースダコタ空軍州兵 (North Dakota Air National Guard) のパイロット ジョージ・F. ゴーマン (George F. Gorman) がかかわった、広く知られた事件である。アメリカ空軍大尉エドワード・J. ラッペルト (Edward J. Ruppelt) は、ベストセラーで影響力のある『The Report on Unidentified Flying Objects』のなかで、ゴーマン空中戦は、「空軍諜報専門家に事実であると証明された」 ("proved to [Air Force] intelligence specialists that UFOs were real") 1948年の3つの「古典的な」("classic") UFO事件のひとつであると書いた。しかしながら1949年にアメリカ軍は、ゴーマン空中戦は点灯している気象観測気球 (lighted weather balloon) によって引き起こされたとラベルを貼った。

## 背景
事件が起こったとき25歳にすぎなかったが、ジョージ・ゴーマン (George Gorman) は第二次世界大戦の古参の戦闘機パイロットであった。戦後、彼は建設会社の経営者になった。彼はまたノースダコタ空軍州兵の少尉 (second lieutenant) として軍役に服した。1948年10月1日に彼は州兵パイロットらとともにクロスカントリー飛行 (cross-country flight) に参加していた。彼はP-51を飛行させていた。彼の飛行は、午後8時30分ころにファーゴ (Fargo) 上空に到着した。残りのパイロットらは晴れわたった、雲の無い条件のためにファーゴのヘクター空港 (Hector Airport) に着陸することに決めたけれども、ゴーマンは夜間飛行して、空中にとどまることに決めた。午後9時ころ、彼は、高校アメリカンフットボールの試合が行なわれているスタジアム上空を飛行した。彼は、自分の下約500フィートを飛行している小型パイパー カブに気づいた。ほかの点では空は晴れているように見えた。
パイパー カブに気づいた直後、ゴーマンは西方に別の物体が見えた。翼あるいは胴体をさがしたが、彼は何も見えなかった。これはパイパー カブと対照をなしたが、その輪郭ははっきりと見えた。物体は点滅する光であるように見えた。9時07分にゴーマンは、ファーゴのヘクター空港の管制塔にコンタクトし、空域に自分のP-51およびパイパー カブ以外の何か航空交通があるか否か訊ねた。塔は、無いと答え、そしてパイパー カブのパイロット ドクター A.D. カノン (Dr. A.D. Cannon) にコンタクトした。カノンとその乗客は、自分らは西方に点灯している物体が見えたと答えた。

## 空中戦
ゴーマンは塔に、自分は物体の実体を確認するために追跡すると告げた。彼は、ムスタングを全力（時速350ないし400マイル）まで動かしたが、しかしまもなく、物体はあまりに速く進んでいるので彼は直線走行で追いつけないことを悟った。そのかわり、彼は交代で物体の直前を横切ることを試みた。彼は、右に曲がり、5000フィートで物体に正面から接近した。物体は、約500フィートの距離で彼の飛行機の上空を飛行した。ゴーマンは、物体は直径6ないし8インチの「光の球」 ("ball of light") にすぎないと言った。彼はまた、物体が加速したとき、点滅をやめ、さらに明るくなったことに注意した。
ゴーマンは、異常接近ののち、物体を見失った。彼がそれをふたたび見たとき、それは180度の方向転換をしていて、彼をめがけて来つつあった。物体はそれから突然垂直上昇した。ゴーマンは急上昇で物体のあとに続いた。1万4000フィートで彼のP-51は失速した。物体は彼のさらに2000フィート上空にあった。ゴーマンはさらに2回、物体に接近しようと試みたが、失敗した。それはもう一回正面から通過するようにおもわれたが、やめ、それから戦闘機に近づいた。この点までに物体はファーゴ空港上空を飛行していて、管制塔では航空管制官L.D.ジェンセン (L.D. Jensen) が双眼鏡で物体を見たが、しかし光の周囲に形は見えなかった。彼に、ドクター カノン (Dr. Cannon) とパイパー カブからの乗客が加わった。彼らは着陸していて、物体をもっとよく見ようと塔に歩いてきた。
ゴーマンは物体を追跡しつづけ、ファーゴの南西約25マイルに居た。1万4000フィートで彼は1万1000フィートに光が見えた。彼はそれから全力で物体に急降下した。しかしながら物体は垂直上昇した。ゴーマンは追跡しようとしたが、物体が視界から消えるのを見守った。この時点で彼は追尾をやめた。9時27分であった。彼はファーゴのヘクター空港に戻った。

## ゴーマンの話
1948年10月23日にゴーマンは宣誓して調査者らに事件の話をした。彼の声明は将来にしばしば、UFOに関する無数の書籍とドキュメンタリーに増刷された。声明は次の通りであった:

わたしはそれの機動の背後には明確な考えがあったと確信している。わたしはさらに、物体はその加速はすばやくしかしただちにではなく、それはかなりのスピードでかなり急な曲がり方をしたけれどもそれでもやはり自然な曲線をたどったから、慣性の法則に支配されていたと確信している。わたしは、物体とともに曲がろうとしたとき、スピード超過のために一時的に視覚をうしなった。わたしは体調はかなりよいし、物体に影響された方向転換とスピードに耐え、意識があるままでいることができるパイロットはたとえ居ても多くはないと考えている。物体は方向転換し、わたしの飛行機よりもスピードを出すことができただけではなかった……はるかに急な上昇をすることも、わたしの航空機よりもはるかに急な上昇率を維持することもまたできた。

## 空軍の調査
数時間もしないうちに、プロジェクト・サイン (Project Sign) の軍官吏がゴーマンその他の目撃者に質問するために到着した。プロジェクト・サインは、1947年後半にUFOの報告を調査するためにアメリカ空軍によって創設されていた。官吏らはゴーマン、ドクター カノン (Dr. Cannon) 、そして管制塔の人員にインタヴューした。官吏らは放射のガイガーカウンターでゴーマンのP-51ムスタングを調査した。彼らは、ムスタングは、数日間飛行しなかったほかの戦闘機とくらべて、計れる程度に放射性を帯びていたと判った。これは、ゴーマンが「原子力の」 ("atomic-powered") 物体の付近を飛行していた証拠として受け取られた。空軍の調査者らはまた、点灯した物体が「別の航空機、カナダ空軍デ・ハビランド バンパイアジェット戦闘機、あるいは気象観測気球」 ("another aircraft, Canadian Vampire jet fighters, or a weather balloon") である可能性を除外した。UFO歴史家カーティス・ピーブルス (Curtis Peebles) は、彼らの最終的な結論はファーゴ上空でゴーマンに「何か注目すべきことが起こった」 ("that something remarkable had occurred") というものであった、と書いている。
しかしながら、プロジェクト・サインによるさらなる調査は、証拠の瑕疵をあきらかにした。地球大気を高く飛行している航空機は地上のそれほどには放射から遮蔽されていないから、ガイガーカウンターの示度は、点灯している物体が原子力であると述べるには無効な証拠であると見なされた。そのうえ、航空気象局(Air Weather Service)は、10月1日に局が、点灯している気象観測気球を放ったことをあきらかにした。午後9時までに気球はゴーマンとパイパー カブの乗客が点灯している物体を初めて見た空域にあったであろう。プロジェクト・サインの調査者らはまた、物体の信じられない動きは、光を追跡したときのゴーマンの戦闘機の動きによる - 物体の機動はゴーマンの戦闘機の動きによって生じた幻 (illusion) であると考えた。調査者らはまた、気象観測気球が視界から去ったのでゴーマンは惑星はUFOであると信じるようになり、したがってゴーマンは惑星を追跡しながらファーゴの南を飛行し、それからあきらめ、戻って着陸した、と考えた。1949年前半までにゴーマン事件は、プロジェクト・サインとその後継のプロジェクト・グラッジ (Project Grudge) およびプロジェクト・ブルー・ブックによって、点灯している気象観測気球によって引き起こされたとラベルを貼られた。

## 余波
ゴーマン空中戦は、国民的な注目を受け、1940年代後半のUFOの報告の波に燃料を補給するのを助けた。アリゾナ大学の物理学者ドクター ジェームズ・E. マクドナルド (Dr. James E. McDonald) や、退役した海兵隊少佐 (Major) ドナルド・キーホー (Donald Keyhoe) のような、一部のUFO調査者は空軍の結論と意見を異にし、事件を未解決と見なし続け、また一部のUFO調査者はプロジェクト・サインの結論に賛成した。UFO歴史家ジェローム・クラーク (Jerome Clark) は、「一部の空軍の解決と称するものとはちがってこれは信頼できるように思われる」 ("unlike some Air Force would-be solutions this one seems plausible") 、そして彼の意見では、「マンテル大尉事件ののち、ゴーマンの目撃は、現象の初期の歴史において最も過大評価されたUFO報告であるかもしれない」 ("After the Mantell Incident the Gorman sighting may be the most overrated UFO report in the early history of the phenomenon.") と書いている。